# Catfield
Catfield is een civil parish in het bestuurlijke gebied North Norfolk, in het Engelse graafschap Norfolk met 943 inwoners.